# Give My Love to London
Give My Love to London — 20-й сольный альбом британской певицы и автора песен Марианны Фейтфулл. Альбом из 11 треков был выпущен 29 сентября 2014 года на лейблах Dramatico и Naïve. В Америке и Канаде он был издан 10 ноября на лейбле Easy Sound. В него вошли совместные работы с Ником Кейвом, Анной Кальви, Роджером Уотерсом и Брайаном Ино. Песня «Sparrows Will Sing» была выпущена в качестве сингла с альбома.
По данным Metacritic, альбом Give My Love to London получил «В целом благоприятные отзывы» от музыкальных критиков, основанные на выборке из 16 профессиональных рецензий. Среди прочих критиков, газета The Sunday Times включила альбом в число «основных новых релизов», при этом рецензент написал: "[Фейтфулл] — это скорее произведение перформанса, чем певица… Но для ярых фанатов, конечно, это часть мистики.
| Совокупная оценка | Совокупная оценка |
| Источник          | Оценка            |
| ----------------- | ----------------- |
| Metacritic        | 80/100            |
| Оценки критиков   |                   |
| Источник          | Оценка            |
| AllMusic          | [ 3 ]             |
| The Guardian      | [ 4 ]             |
| Mojo              | [ 5 ]             |
| Pitchfork Media   | 8.0/10            |
| Record Collector  | [ 7 ]             |
| Uncut             | 8/10              |

## Список композиций
1. «Give My Love to London» (Марианна Фейтфулл, Стив Эрл) — 3:56
2. «Sparrows Will Sing» (Роджер Уотерс) — 3:51
3. «True Lies» (Дмитрий Тиковой[англ.], Эд Харкорт, Фейтфулл) — 2:29
4. «Love More or Less» (Фейтфулл, Том Макрей) — 3:27
5. «Late Victorian Holocaust» (Ник Кейв) — 4:27
6. «The Price of Love[англ.]» (Дон Эверли, Фил Эверли) — 2:16
7. «Falling Back» (Фейтфулл, Анна Кальви) — 3:49
8. «Deep Water» (Кейв, Фейтфулл) — 3:08
9. «Mother Wolf» (Фейтфулл, Патрик Леонард) — 4:07
10. «Going Home» (Леонард Коэн, Леонард) — 4:23
11. «I Get Along Without You Very Well (Except Sometimes)[англ.]» (Хоги Кармайкл) — 3:45

## Участники записи
- Марианна Фейтфулл — вокал (1-11)
- Наталья Боннер — 2-я скрипка (5, 7, 11)
- Ян Бердж — виолончель (5, 7, 11)
- Анна Кальви — бэк-вокал (6, 7)
- Гиллон Кэмерон — 1-я скрипка (5, 7, 11)
- Бен Кристоферс[англ.] — бэк-вокал (2), синтезатор (4), пиксифон[англ.] (5, 8), фисгармония (8), арфа (11)
- Стив Эрл — гитара (1)
- Роб Эллис[англ.] — перкуссия (1, 2, 6, 7, 9), фисгармония (1), фортепиано (2), синтезатор (2), ударные (2, 6, 7), бэк-вокал (2, 6, 7, 10)), аранжировка струн (5, 7, 11)
- Уоррен Эллис — скрипка (1, 5), альт (1, 9), альтовая флейта (8)
- Брайан Ино — бэк-вокал (10)
- Flood — бубен (7)
- Эд Харкорт — бас (2, 11), фортепиано (3-11), бэк-вокал (3, 5, 7, 9, 10), орган (4, 9)
- Энди Хьюз — бэк-вокал (2)
- Мик Джонс — гитара (1), колокольчики (1)
- Том Макрей — гитара (4)
- Эмма Оуэнс — альт (5, 7, 11)
- Джим Склавунос[англ.] — ударные (3)
- Son of Dave[англ.] — губная гармошка (6)
- Дмитрий Тиковой[англ.] — бас (1, 3, 5-7), перкуссия (1, 2, 6, 9), фортепиано (2), барабаны (2, 9), бэк-вокал (2), акустическая гитара (3), орган (3), струнная композиция (8)
- Адриан Атли[англ.] — гитара (1-7, 9-11)

## Чарты
| Чарт (2014)                      | Высшая позиция |
| -------------------------------- | -------------- |
| Бельгия/Фландрия (Ultratop)      | 31             |
| Бельгия/Валлония (Ultratop)      | 42             |
| Дания (Hitlisten)                | 30             |
| Нидерланды (Album Top 100)       | 51             |
| Франция (SNEP)                   | 16             |
| Германия (Offizielle Top 100)    | 60             |
| Греция (IFPI)                    | 31             |
| Италия (Classifica album)        | 69             |
| Норвегия (VG-lista)              | 37             |
| Swiss Albums Chart               | 25             |
| Великобритания (UK Albums Chart) | 64             |